# Tamarix gallica
Tamarix gallica é uma espécie de planta com flor pertencente à família Tamaricaceae. 
A autoridade científica da espécie é L., tendo sido publicada em Species Plantarum 1: 270–271. 1753.
O Tamarisco é uma planta nativa das regiões secas entre a Ásia e África.
Forma arbustos que variam até 8 metros de altura.
Uma de suas características é exalar de seus ramos gotículas de seiva que  condensa e cai ao solo durante a noite.
Atualmente é cultivada como planta ornamental. a infusão de suas partes é usada desde a antiguidade como adstringente por ela ser rica em tanino.
O tamarisco é uma planta relacionada a dieta dos judeus nos quarenta anos no deserto. Sua seiva que cai durante a noite, também conhecida como "man hu", ou maná (o pão dos céus), história esta difundida através dos tempos. É consumida ainda hoje pelos beduínos, na fabricação de pães.

## Portugal
Trata-se de uma espécie presente no território português, nomeadamente em Portugal Continental e no Arquipélago da Madeira.
Em termos de naturalidade é nativa de Portugal Continental de introduzida no Arquipélago da Madeira.

## Protecção
Não se encontra protegida por legislação portuguesa ou da Comunidade Europeia.